# Hiplet
Hiplet (pronunciada  /hɪp.ˈleɪ/) es un nuevo género de baile reconocido que fusiona el ballet con el hip hop. Este término fue por primera vez acuñado en 2009, pero en mayo del 2016, los bailarines del Chicago Multi-Cultural Dance Center provocaron que el Hiplet obtuviera una gran popularidad después de un vídeo de los bailarines que logró miles de vistas en Instagram. El ABC News posteriormente invitó a los bailarines a actuar en una emisión televisada. La creación de este género está atribuida a Homero Hans Bryant del CMDC. Los bailarines de hiplet son entre las edades de 12 y 16. El CMDC es actualmente el único estudio en el mundo enfocado a la formación del Hiplet.

## Estilo
El hiplet es característico por su combinación de movimientos del ballet y del hip hop, el cual está arraigado y desarrollado a partir del baile africano y una cultura urbana rica de comunidades de color. Con sus profundas raíces en el movimiento tradicional, los bailarines de este estilo de baile emplean puntas de ballet, lo cual requiere años de práctica.
El ballet es el núcleo del hiplet, y son necesarias fuertes habilidades técnicas para evitar incidentes a la hora de la práctica de este estilo. Los vídeos de los bailarines de hiplet normalmente aparecen con el tradicional atuendo de ballet, incluyendo moños, leotardos y mallas. Es habitual también que muchas bailarinas tiñan sus mallas y sus puntas para camuflarlas con su piel (las bailarinas negras). El hiplet se parece al ballet tradicional mezclado con ángulos más agudos y menor restricción en los movimientos. Además, se emplea música urbana en lugar de la característica música clásica que acompaña los movimientos de las bailarinas ballet.

## Historia
Los orígenes del hiplet se hallan en la obra de Homero Hans Bryant de 1994 titulada Rap Ballet, pero se conoce la existencia de fusiones de danza similares al hiplet, las cuales se extienden un poco más atrás, aproximadamente en 1990. «Breaking, Ballet, and the Representation of Race and Gender» de Hip Hop on Film proporciona un fondo de múltiples estilos de baile en un contexto cultural y en el mundo del espectáculo. Esta obra proporciona tempranos ejemplos de artistas que intentaban nuevos estilos de movimiento, extendiéndose este movimiento hasta el siglo XXI creando una base para el nacimiento del Hiplet.

## Impacto social
Esta fusión ha provocado un impacto en el mundo del baile, y con muchos esfuerzos se ha conseguido combinar estilos de baile diferentes (ballet y hip hop). Homero Hans Bryant esta trabajando con la exitosa bailarina negra Misty Copeland y juntos están demostrando al mundo que pueden ser exitosos en el ballet tradicional; Homero está intentando ayudar a los bailarines negros a expresar de manera más contemporánea y cultural el arte reflejando de esa forma quiénes son y de donde provienen. Esto proporciona a los jóvenes bailarines de color la posibilidad de entrenar en un arte que todavía en gran parte les excluye.Ya que el ballet es un disciplina en la cual muy pocos bailarines negros llegan a triunfar, debido al canon establecido de bailarín de piel blanca.

## Medios de dispersión
Hiplet es un ejemplo de la rápida dispersión través del consumo de medios de comunicación, se ha dado a conocer por la red social Instagram, por la televisión, y más recientemente, por TEDx. Los bailarines fueron invitados a actuar en Good Morning America, un programa con un alto número de espectadores en Estados Unidos.
Analizando los medios de comunicación que dieron reconocimiento a este estilo de baile (hiplet) revela cómo el baile se resiste a ser documentado debido a su temporal naturaleza. Registros y medios de comunicación digitales presentan una manera revolucionaria de preservar la historia de la danza.
El archivo digital del baile interacciona con el contexto cultural de sus orígenes y visionado, proporcionando maneras para nuevas interpretaciones de trabajo. La digitilización es un medio de creación, una manera entre recordar lo original y permitir lo independiente.
A través de Instagram principalmente, este estilo de danza llegó a miles de personas, fue la primera toma de contacto con el público y lo que permitió a este movimiento conseguir cierta fama. Actualmente está en pleno desarrollo y subiendo escalones poco a poco en el mundo de la danza